# Michael Datzl
Michael Datzl (* 22. September 1821 in Furth im Wald; † 30. Dezember 1898 ebenda) war Bürgermeister und Mitglied des Deutschen Reichstags.
Datzl war Bürgermeister seiner Heimatgemeinde und Mitglied der bayerischen Kammer der Abgeordneten von 1875 bis 1881 für den Wahlbezirk Cham. Von 1874 bis 1881 war er Mitglied des Deutschen Reichstags, wo er den Wahlkreis Oberpfalz 4 (Neunburg vorm Walde) für das Zentrum vertrat.